# 金家窑清真寺
金家窑清真寺是一座位于中国天津市河北区金家窑大街海潮寺胡同19号的清真寺。始建于明万历二年（1574年），目前是重点保护等级历史风貌建筑。2020年5月，被天津市人民政府公布为“天津市文物保护单位”。

## 历史
金家窑清真寺建于明万历二年（1574年），明朝初年，一些在运粮船队中安庆帮的人每年冬天都会在金家窑一带临时搭席棚作礼拜。之后，有一些回族陆续来这里定居并建设清真寺。金家窑清真寺最初只是临建的礼拜房间。后来在王宇周、左冠廷和穆玉山的出资下建设了清真寺的大殿、南北讲堂和沐浴室等。光绪年间，冯阿訇集资重修该清真寺。1917年、1984年、1988年和1990年，该清真寺的大殿、南北讲堂和门楼又相继进行了修缮。

## 建筑
金家窑清真寺全寺建筑总面积为20O0平方米，大殿建筑面积为200平方米，清真寺礼拜大殿的建筑形式为中国古典殿宇式。

## 馆藏
目前，金家窑清真寺寺内现有3名阿旬，7名学董，70余部阿拉伯文藏经，2O余部波斯文藏经,以及1927年由戴德桂撰写《天津金家窑清真寺碑记》。清真寺中的汉文匾额上书“清真无二”、“造化无极”等字样；阿文匾额上书“上有太思迷叶经文”。此外，金家窑清真寺拥有600多户回族教民，尊行格迪目。

## 内部链接
- 天津清真大寺
- 天津清真南大寺

## 相关链接
- 天津市开放宗教活动场所列表